# Vindolanda

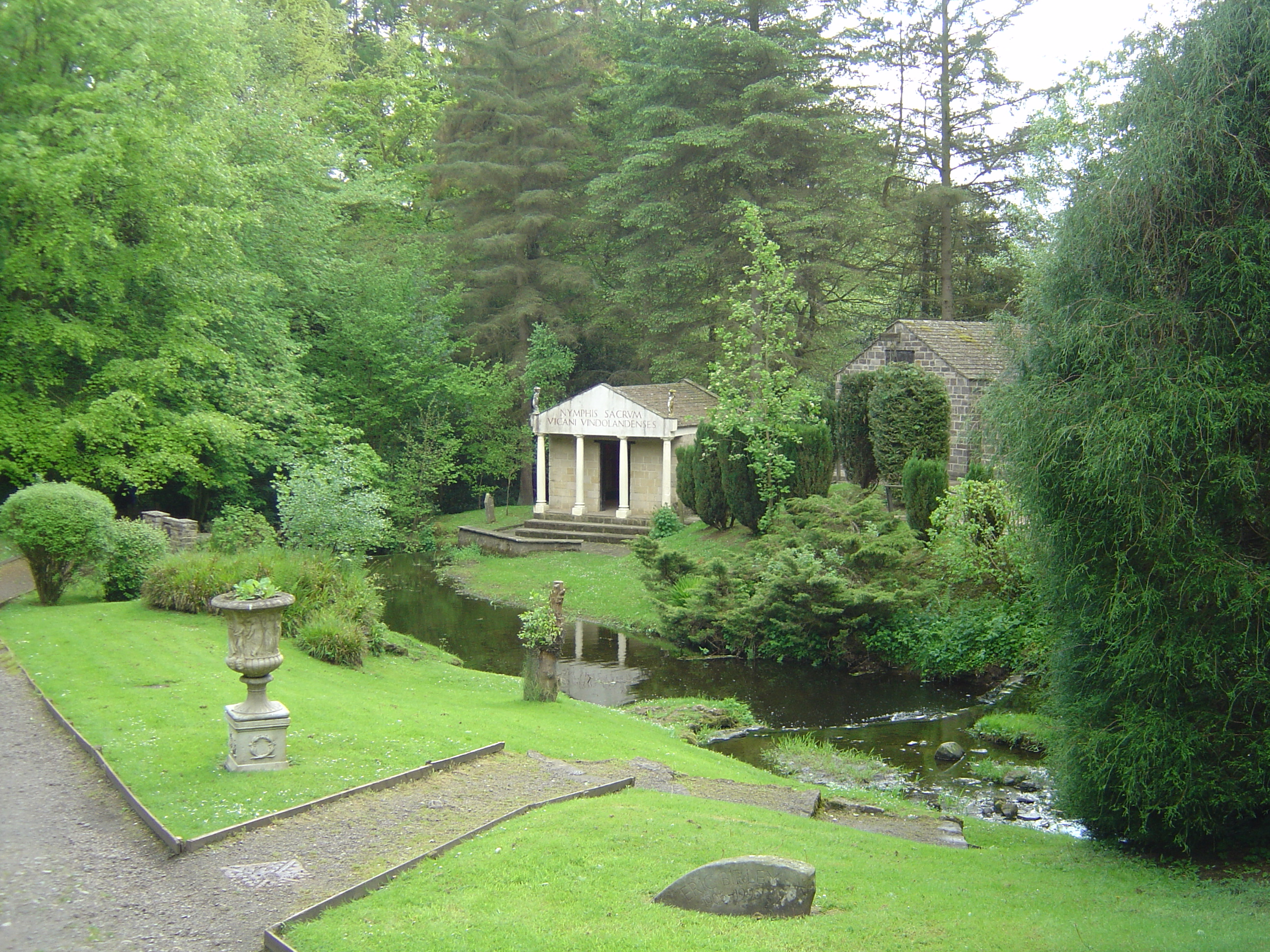
Tuin met reconstructie van een Romeinse tempel in Vindolanda

Vindolanda is een Romeins fort en een burgernederzetting in Engeland (Northumbria) bij de Muur van Hadrianus. Vindolanda was gelegen aan de 'Stanegate' (Oudengels: steenweg), de militaire weg die langs de muur van Hadrianus liep. Deze weg was aangelegd in opdracht van keizer Trajanus.

## Geschiedenis van de opgravingen
Anthony Hedley voerde in 1831 de eerste opgravingen uit. Van stenen die uit de muren van het fort waren gevallen liet hij een paar honderd meter verder het landhuis Chesterholm bouwen. Dit landhuis is nu het Vindolanda Museum. Vanwege zijn grote interesse voor de locatie nam hoogleraar archeologie Eric Birley van de universiteit van Durham in de jaren 1930 zijn intrek in Chesterholm. Uiteindelijk zou hij 56 jaren aan de opgraving van Vindolanda werken. Zijn zoon Robin Birley richtte in 1970 de Vindolanda Trust op. Ook kleinzoon Andy Birley is nu betrokken bij de nog steeds voortdurende opgravingen. De familie Birley beheert ook het 10 kilometer westwaarts gelegen Roman Army Museum in Carvoran. Deze hebben resten van het fort, de Brits-Romeinse burgernederzetting buiten de muren van het fort en een badhuis blootgelegd. Op het terrein is ook een gereconstrueerd poortgebouw te zien.

## Locatie en datering
Vindolanda lag aan het midden van wat later in 120 n.Chr. de muur van Hadrianus werd. Aan de zuidkant van het fort liep de Stanegate. Vindolanda bevond zich enkele kilometers ten zuiden van de muur en van het fort van Housesteads op de muur. Het lag op de Romeinse weg die de forten van Carvoran en Chesters verbond.

### Pre-Hadriaansetijd
De bewoning in deze streek is echter veel ouder, zoals stuifmeel en vele vondsten van agrarische nederzettingen aantonen. Analyse van het stuifmeel wijst op een open landschap met weilanden en relatief weinig bomen, voornamelijk elzen. Dit past bij een gemeenschap van veehouders en kleine boeren. Het fort Vindolanda ligt ongeveer een mijl ten zuiden van de Muur van Hadrianus, maar de eerste castra dateren mogelijk al uit Flavische tijd. In de late eerste eeuw (ca. 85) zijn er houten castra, die later worden vervangen door een stenen versie. De ligging is dan ook zeer strategisch, in de "nek" van Groot-Brittannië, tussen de Noordzee en de Ierse Zee, aan de uiterste rand van het Romeinse Rijk.

### Hadriaanse tijd en later
Om en nabij het bouwen van de Muur van Hadrianus wordt het fort vervangen door een tweede stenen fort. Bij dit fort ontstaat zelfs een stenen vicus. Hier werd een badhuis, en later een tweede, groter badhuis gebouwd. Tevens zijn sporen van ronde hutten gevonden die in verband worden gebracht met gevluchte boeren uit het noorden ten tijde van de opstand van de Maeattae. Tot ongeveer 400 wordt de locatie voortdurend bewoond en blijft het tweede stenen fort bestaan, na die tijd raakt het in verval en wordt door de lokale bevolking geplunderd om bouwmateriaal.

## Tabletten van Vindolanda
De bodem in Vindolanda is deels anaeroob, zodat alledaagse voorwerpen die elders allang zouden zijn vergaan, uitstekend bewaard zijn gebleven, niet alleen metaal en hout maar ook leer, textiel. De meest spectaculaire vondst is echter een groot aantal houten plankjes van ongeveer 1 millimeter dik, de Tabletten van Vindolanda, waarop de inkt, en daarmee de originele teksten min of meer bewaard zijn gebleven.

### Alledaags leven in Vindolanda
De uitzonderlijke weelde aan vondsten biedt een intieme inkijk in het alledaagse leven aan de noordelijke grens van het rijk. Niet alleen de alledaagse besognes van het garnizoen zoals rapporten en presentielijsten, maar ook Claudia Severa die Sulpicia Lepidina voor haar verjaardag uitnodigt.
Uit presentielijsten blijkt dat ziekte, en vooral oogontstekingen een probleem vormden, dat manschappen werden ingezet als lijfwacht van de gouverneur, escorte van belangrijke personen, ordonnans en ordehandhaver. De manschappen gebruiken Brittunculus ("Britje") als pejoratief voor de lokale bevolking. Ziekte, en met name oogontstekingen kwamen meer voor dan verwondingen.
De handel floreert: uit een van de best bewaarde brieven blijkt dat er op tamelijk grote schaal in graan, huiden en pezen werd gehandeld, die per karrum (vierwielige wagen) werden vervoerd en grote bedragen gingen (500 denarii) over de tafel.

### Correspondentie van Flavius Cerialis
De correspondentie van Flavius Cerialis, praefectus van de cohors VIIII batavorum verdient bijzondere vermelding. Waarschijnlijk werd een poging gedaan om de zesenzestig tabletten te verbranden bij het vertrek van de afdeling naar Pannonië(?) maar zijn ze door de regen voor vernietiging behoed.
De meeste teksten getuigen van de alledaagse bezigheden van de eenheid. Verder zijn er onder meer verzoeken om verlof of het terugbrengen van deserteurs, waaruit blijkt dat Flavius Cerialis goede connecties had met de gouverneur van Brittannië en met zijn collega's, en dat hij invloedrijk genoeg werd geacht om hem aanbevelingsbrieven voor anderen te sturen. Ook handelde hij klachten af van handelaren die door zijn manschappen mishandeld zijn en zich tevergeefs tot de centurio's gewend hebben.

### Steno
Uit Vindolanda zijn ook de enige voorbeelden van Romeins steno bekend. De uitvinding ervan wordt algemeen toegeschreven aan Tiro, vrijgelatene van Cicero, maar de oudste, bewaard gebleven voorbeelden dateren uit de zesde en zevende eeuw. Hoe deze vormen gerelateerd zijn aan de in Vindolanda tabletten, is echter onbekend. Het gebruikte systeem is nog niet ontcijferd, dus de inhoud blijft onbekend. Wel is het gebruik van steno in het leger ook uit andere bronnen bekend.